# Portland Mason
Portland Mason ( /meɪsən/; 26 de noviembre de 1948 – 10 de mayo de 2004) fue una actriz infantil y escritora estadounidense-británica.

## Primeros años
Mason nació el 26 de noviembre de 1948 y era la hija mayor de los actores ingleses James Mason y Pamela Mason. Le pusieron el nombre de Portland Hoffa, la esposa de Fred Allen, amigo de James Mason.
Disfrutó de una educación lujosa en la mansión de sus padres en Hollywood, y a los nueve años ya podía maquillarse, llevar tacones de aguja y poseer su propio abrigo de visón y diamantes. Su publicitada vida comenzó cuando su padre se puso violento con un fotógrafo en el bautizo de la niña. Cuando iba al instituto, la dejaban todas las mañanas en un Rolls-Royce y la recogían todas las tardes en un Cadillac blanco. Su padre la introdujo en el mundo del tabaco a los tres años con la esperanza de que dejara de fumar en el futuro. La familia a veces afirmaba que los informes sobre su extravagante infancia eran exagerados, y un periodista londinense que la entrevistó en 1966 la encontró "sorprendentemente intacta, algo tímida y modesta". En 1963, su padre trasladó a la familia a Suiza.

## Carrera
Mason comenzó su carrera de actriz muy joven, apareciendo en muchos programas de televisión y a los cuatro años ya había protagonizado su propio cortometraje titulado The Child. A continuación, Mason interpretó a la hija del personaje de Gregory Peck en la película de 1956 The Man in the Gray Flannel Suit. Después apareció en muchas películas, programas y series de televisión. En 1962, cuando tenía 13 años, tuvo una disputa contractual con Lyl Productions. Había sido elegida para el papel de "Marnie" en The New Loretta Young Show, pero la despidieron por abandonar el estudio para almorzar y faltar a los ensayos. La familia Mason y Lyl Productions se demandaron mutuamente por incumplimiento de contrato, y tanto el juicio como la posterior apelación dieron la razón a la familia Mason.
Su papel más destacado fue el de Georgina en The Great St Trinian's Train Robbery en 1966. Tras su último papel en el cine, en la película Sebastian (1968), retomó la profesión de su madre como escritora. Según su marido, había estado escribiendo un libro sobre su padre antes de su muerte.

## Vida personal
En 1971, James Mason se casó con su segunda esposa, Clarissa Kaye. Tras su muerte en 1984, Mason y su hermano se vieron envueltos en una larga batalla legal con su madrastra por el testamento de su padre y sus restos incinerados. En 1999, obtuvieron las cenizas de su padre. Portland Mason sufrió un derrame cerebral debilitante poco después de que las cenizas de su padre fueran esparcidas en Vevey, Suiza, en noviembre de 2000.

## Muerte
Tras una larga enfermedad, Mason falleció el 10 de mayo de 2004, sobrevivida por su esposo Rob Schuyler.

## Filmografía
| Cine       | Cine                                   | Cine                                 | Cine          |
| Año        | Título                                 | Papel                                | Notas         |
| ---------- | -------------------------------------- | ------------------------------------ | ------------- |
| 1954       | The Child                              | Sally                                | cortometraje  |
| 1956       | The Man in the Gray Flannel Suit       | Janey Rath                           |               |
| 1956       | Bigger Than Life                       | Nancy                                | sin acreditar |
| 1958       | Cry Terror!                            | amiga de Patty en el autobus escolar |               |
| 1966       | The Great St Trinian's Train Robbery   | Georgina                             |               |
| 1968       | Sebastian                              | 'UG' Girl                            |               |
| Televisión |                                        |                                      |               |
| Año        | Título                                 | Papel                                | Notas         |
| 1954       | The George Burns and Gracie Allen Show | Porty                                | 1 episodio    |
| 1955       | The Ed Sullivan Show                   | Ella misma                           | 1 episodio    |
| 1956       | The Steve Allen Show                   | Ella misma                           | 1 episodio    |
| 1957       | Panic!                                 | –                                    | 1 episodio    |
| 1957       | Playhouse 90                           | Jane Millet                          | 1 episodio    |
| 1958       | Tonight Starring Jack Paar             | Ella misma                           | 2 episodios   |
| 1959       | December Bride                         | Sobrina                              | 1 episodio    |
| 1960       | Shirley Temple's Storybook             | princesa Elizabeth                   | 1 episodio    |
| 1961       | Bringing Up Buddy                      | Norma Nicky Marlo                    | 1 episodio    |
| 1962       | Here's Hollywood                       | Ella misma                           | 2 episodios   |
| 1962       | Hennesey                               | Yvette Fandlebusch                   | 1 episodio    |
| 1966       | Bob Hope Comedy Special                | Ella misma                           | 1 episodio    |